# Birgitte Steen Jørgensen
Birgitte Steen Jørgensen (født 14. juli 1944 i Ringsted) er en dansk tandlæge og politiker, der fra 1998 til 2001 var borgmester i Møn Kommune valgt for Radikale Venstre.
Steen Jørgensen blev valgt ved kommunalvalget i 1989. Ved valget i 1997 blev hun konstitueret som borgmester og afløste dermed Venstres Knud Larsen. Det blev dog kun til en enkelt periode som borgmester, eftersom Knud Larsen ved valget i 2001 tog borgmesterposten tilbage.
Som borgmester stod Steen Jørgensen blandt andet i spidsen for renoveringen af Storegade i Stege.
Efter kommunalreformen fortsatte Steen Jørgensen i byrådet i Vordingborg Kommune indtil 2017, og ved valget i 2013 var hun atter Radikale Venstres spidskandidat. I Vordingborg Kommune var hun i to perioder formand for sundhedsudvalget. Herudover har hun også siddet i amtsrådet i det tidligere Storstrøms Amt.